# Model de Balding–Nichols
En genètica de poblacions, el model de Balding-Nichols és una descripció estadística de la freqüència al·lèlica en els components d'una població sub-dividida.
Amb una freqüència al·lèlica global p, les freqüències al·lèliques de les sub-poblacions separades per un índex de fixació de Wright F, es distribueixen seguint:
{\displaystyle B\left({\frac {1-F}{F}}p,{\frac {1-F}{F}}(1-p)\right)}
on B és la distribució beta. Aquesta distribució té mitjana p i variància Fp(1 – p).
El model va ser desenvolupat per David Balding i Richard Nichols i s'utilitza àmpliament en anàlisi forense d'empremta genètica i en models de població en epidemiologia genètica.